# Bamboccianti

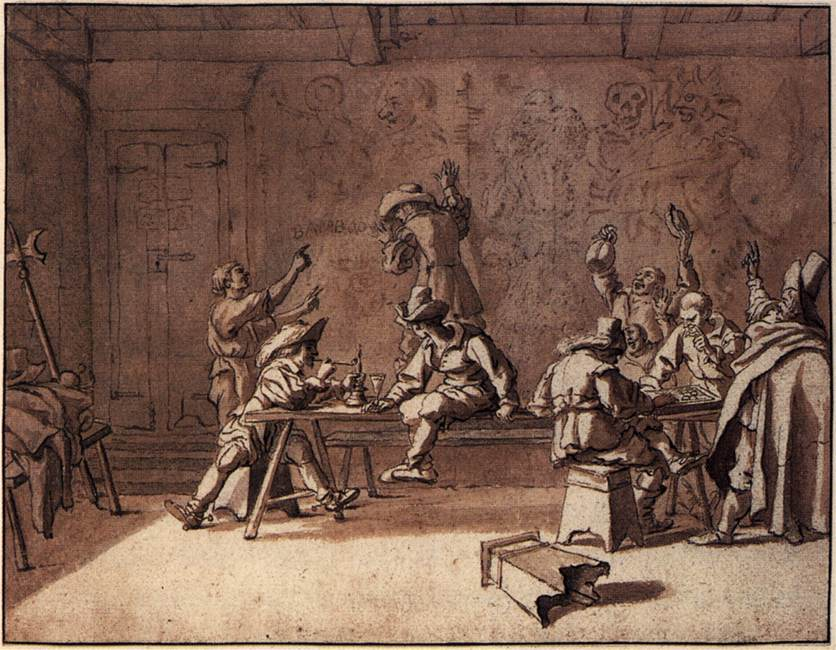
Pieter van Laer: Bamboccianti o «bentvueghels» en una taberna romana (hacia 1625). Gemäldegalerie de Berlín.

Bamboccianti o bambochantes es el apodo italiano dado a los pintores del siglo XVII que trabajaron un género pictórico de obras pequeñas y anecdóticas de la vida diaria de Roma.
El creador y más digno exponente de dicho género de cuadros fue el pintor holandés Pieter van Laer (1599 – 1642), de cuyo apodo «Il Bamboccio» («El fantoche») deriva el adjetivo dado a esos pintores. Van Laer llegó proveniente de Haarlem en el año de 1625, influenciando a otros pintores del norte de Europa que se encontraban en Roma.
Los cuadros de Van Laer representan a las clases bajas en formas grotescas o humorísticas, aparentemente sin el contenido intelectual y el buen gusto que se exigía a la pintura de calidad. Por esta razón, fueron rechazados por los pintores y críticos más destacados. Los bambochantes (Jan Miel, Jan Both, Michelangelo Cerquozzi y otros cercanos a ellos, como Michael Sweerts) dejaron huella en pintores neerlandeses como Adriaen van Ostade y Adriaen Brouwer.